# Michel de La Barre
Michel de La Barre (ur. około 1675, zm. 1743 lub 1744 lub 15 marca 1745 w Paryżu) – francuski kompozytor i flecista.

## Życiorys
Od około 1700 do 1721 roku był członkiem Académie Royale de Musique. W latach 1704–1730 był też członkiem zespołu Musettes et Hautbois de Poitou. Grał również w nadwornej królewskiej kapeli muzycznej. Brak informacji na jego temat po 1730 roku. Jest autorem najstarszego znanego zbioru suit na flet poprzeczny solo i basso continuo (1702). Między 1709 a 1725 rokiem wydał w Paryżu trzynaście ksiąg utworów fletowych. Ponadto był autorem dwóch baletów-oper: Le triomphe des arts (wyst. Paryż 1700) i La vénitienne (wyst. Paryż 1705).
Był wirtuozem fletu poprzecznego, co przełożyło się na jego twórczość kompozytorską. Pisał głównie utwory na flet poprzeczny i przyczynił się do rozpowszechnienia tego instrumentu we Francji.